# 미하일 알렉산드로비치 대공
미하일 알렉산드로비치(러시아어: Михаи́л Александрович, 1878년 12월 4일 ~ 1918년 6월 13일)는 러시아 제국의 대공이자 러시아 제국 니콜라이 2세 황제의 남동생이다. 볼셰비키 혁명 사건 직후 형 니콜라이 2세에게 보위를 선위받아 6일간 잠시 옹립된 러시아 제국의 임시 천립 군주이기도 하다.

## 생애
니콜라이 2세의 대리청정을 지낸 그는 1917년, 당시 군주였던 형 니콜라이 2세가 혁명으로 퇴위를 했고 뒤이어 형의 양위를 받아 즉위하였다. 처음에는 아들 알렉세이에게 물려주려 했으나, 아직 어린 나이인데다 혈우병을 앓고 있었기 때문이다. 이리하여 미하일이 양위를 받았다. 그러나 이 소식을 들은 노동자와 농민들은 미하일도 니콜라이 2세와 다를 바 없다 하며 반대했다.
그러자 게오르기 르보프가 주도한 러시아 임시 정부는 미하일에게 제위를 버릴 것을 권고했고, 미하일은 "나 또한 형님처럼 백성들로부터 욕들을 짓을 할 수 없소."라고 말하였다. 이로써 군주제는 폐지되었고, 304년 동안 지속되어 온 독일계 왕조인 '홀슈타인-로마노프' 왕조는 막을 내리게 된다. 임시 정부 기간 동안 정부로부터 견제와 존중을 모두 받다 10월 혁명이 일어나면서 소비에트 정부에 의해 유폐된다. 1918년 6월 13일 볼셰비키가 이끄는 비밀 경찰에 의해 처형당했다.